# Casa de Gaspar de Portolà
La Casa de Gaspar de Portolà és una obra d'Àger (Noguera) inclosa a l'Inventari del Patrimoni Arquitectònic de Catalunya.

## Descripció
Habitatge unifamiliar entre mitgeres de planta baixa i dos pisos davant-darrera. Portal d'accés dovellat, de mig punt i escut, i finestra amb llindes de pedra a la planta baixa noble. A sobre hi ha dos pisos normals on es pot apreciar la diferència de balconades: una de pedra, original, i l'altra de fusta i ferro, posterior. Façana de pedra del país.

## Història
Placa situada a la façana: "Gaspar de Portolà. Descubridor i gobernador de California (1770-1970)".